# Helichrysum catipes
Helichrysum catipes là một loài thực vật có hoa trong họ Cúc. Loài này được (DC.) Harv. mô tả khoa học đầu tiên.